# Internationaler Hermann-Hesse-Preis
Der Internationale Hermann-Hesse-Preis (bis 2012 Calwer Hermann-Hesse-Preis) ist ein seit 1990 vergebener deutscher Literaturpreis, der von der vom Südwestfunk Baden-Baden (heute SWR) und der Sparkasse Pforzheim Calw im Jahr 1989 gegründeten Calwer Hermann-Hesse-Stiftung verliehen wird.
Der Preis ist nicht zu verwechseln mit dem Karlsruher Hermann-Hesse-Literaturpreis und dem seit 2017 von der Internationalen Hermann-Hesse-Gesellschaft in Calw verliehenen Preis der Internationalen Hermann Hesse Gesellschaft.

## Internationaler Hermann-Hesse-Preis
Der Internationale Hermann-Hesse-Preis wird alle zwei Jahre an Hermann Hesses Geburtstag (2. Juli) verliehen. Von 1990 bis 2012 wurde er als Calwer Hermann-Hesse-Preis abwechselnd an eine deutschsprachige Literaturzeitschrift und an einen Übersetzer der Werke Hesses verliehen. Seit 2014 wird er an ein literarisches Werk im Geiste Hermann Hesses von internationalem Rang vergeben. „Dies kann eine schriftstellerische Leistung in Verbindung mit ihrer Übersetzung sein, eine originär schriftstellerische Leistung oder eine übersetzerische Leistung“, wie es im Statut heißt.
Vergabekriterium ist laut Satzung der Calwer Hermann-Hesse-Stiftung „die Pflege literarischer Kultur im Dienste und zur Förderung der internationalen Verständigung im Sinne des Geistes und des Werkes von Hermann Hesse.“ Der früher vergebene Zeitschriftenpreis wurde vom Ministerium für Wissenschaft, Forschung und Kunst Baden-Württemberg unterstützt.
Die Dotierung des Preises betrug ursprünglich 20.000 DM, 2002 wurde sie auf 15.000 Euro erhöht. Seit mindestens 2016 beläuft sie sich auf 20.000 Euro, die je zur Hälfte an den Autor und seinen Übersetzer gehen.

### Preisträger Calwer Hermann-Hesse-Preis
- 1990: Literaturzeitschrift verwendung (Hrsg. Egmont Hesse, Ulrich Zieger, Andreas Koziol, Berlin)
- 1992: Übersetzerpreis: Solomon Konstantinowitsch Apt (Russland)
- 1994: Literaturzeitschrift Schreibheft (Hrsg. Norbert Wehr)
- 1996: Übersetzerpreis: Trond Winje (Norwegen)
- 1998: Literaturzeitschrift Am Erker (Hrsg. Fiktiver Alltag e. V.)
- 2000: Übersetzerpreis: Jean Malaplate (Frankreich)
- 2002: Literaturzeitschrift EDIT
- 2004: Übersetzerpreis: Juan José del Solar Bardelli (Peru)
- 2006: Literaturzeitschrift Sprache im technischen Zeitalter (LCB)
- 2008: Übersetzerpreis: Małgorzata Łukasiewicz (Polen)
- 2010: Literaturzeitschrift poet
- 2012: Übersetzerpreis: Susan Bernofsky (USA)

### Preisträger Internationaler Hermann-Hesse-Preis
- 2014: Nicholson Baker (USA) und sein Übersetzer Eike Schönfeld, Ehrenpreis: Volker Michels
- 2016: Luiz Ruffato (Brasilien) und sein Übersetzer Michael Kegler
- 2018: Joanna Bator (Polen) und ihre Übersetzerin Esther Kinsky
- 2020: Chimamanda Ngozi Adichie (Nigeria) und ihre Übersetzerin Judith Schwaab[2][3]
- 2022: Hakan Günday (Türkei) und seine Übersetzerin Sabine Adatepe[4]
- 2024: Sofija Andruchowytsch (Ukraine) und ihre Übersetzer Alexander Kratochvil und Maria Weissenböck

## Calwer Hermann-Hesse-Stipendium
Das Calwer Hermann-Hesse-Stipendium wird seit 1995 jährlich bis zu dreimal verliehen. Es wird vergeben an deutschsprachige Schriftsteller sowie fremdsprachige Schriftsteller, die Sprachkunstwerke aus dem Deutschen in ihre Sprache übersetzen. Mit dem Stipendium soll die Durchführung oder der Abschluss einer größeren Arbeit ermöglicht werden. Die Stipendiaten leben in dieser Zeit in Calw und nehmen am Leben der Stadt teil. Das Stipendium besteht in der Wohnung in Calw für drei Monate und monatlichen 2.000 Euro während dieser Zeit. Eigenbewerbungen sind nicht möglich.

### Calwer Hermann-Hesse-Stipendiaten
- 1995: Volker Braun, Ragni Maria Gschwend
- 1996: Roswitha Matwin-Buschmann, Wulf Kirsten, Klaus Günzel
- 1997: Walter Kappacher, Ngô Quang Phúc, Kito Lorenc
- 1998: Franz Hodjak, Márton Kalász
- 1999: Jens Sparschuh, Ard Posthuma
- 2000: Wolfgang Schlüter, Christa Schuenke, Petra Morsbach
- 2001: Eveline Hasler, Josiane Alfonsi
- 2002: Róža Domašcyna, Thomas Rosenlöcher, Detlef Opitz
- 2003: Helga Schütz, Sigrid Damm, Christoph Hein
- 2004: Jutta Richter, Géza Horváth, Hans-Michael Speier
- 2005: Bodo Hell, Hartmut Lange
- 2006: Gert Loschütz, Ursula Krechel, Angela Krauß
- 2007: Maik Hamburger, Joseph Zoderer, Peter Kurzeck
- 2008: Utz Rachowski, Judith Kuckart
- 2009: Katja Lange-Müller
- 2010: Hans Joachim Schädlich, Michael Wüstefeld
- 2011: Thomas Hürlimann, Uwe Kolbe, Elke Erb
- 2012: Rosemarie Tietze, Andreas Maier, Ulrich Schacht
- 2013: Otto A. Böhmer, Catalin Dorian Florescu, Jochen Schimmang
- 2014: Gabriele Stötzer, Thomas Böhme
- 2015: Angelika Klüssendorf, Olga Martynova, Slavo Šerc
- 2016: Esther Kinsky, Zsuzsa Bánk
- 2017: Jan Peter Bremer, Hans-Christian Oeser
- 2018: Antje Rávic Strubel, Susanne Lange
- 2019: Margherita Carbonaro, Marion Poschmann
- 2020: Katrin Seddig, Arne Rautenberg
- 2021: Nico Bleutge
- 2022: Norbert Gstrein, Mirko Bonné
- 2023: Emine Sevgi Özdamar, Alois Hotschnig[7]
- 2024: Jaroslav Rudiš, Christoph Peters